# Adriano Nunes Nesi
Adriano Nunes-Nesi é um cientista e engenheiro agrônomo brasileiro. Professor da Universidade Federal de Viçosa (UFV), atua principalmente com metabolismo de carboidratos e interações entre o metabolismo mitocondrial e outras vias metabólicas em plantas.

## Biografia
Engenheiro agrônomo pela Universidade do Estado de Santa Catarina em 1997, mestre em Fruticultura de Clima Temperado pela Universidade Federal de Pelotas em 2000 e doutor em Fisiologia Vegetal pela Universidade Federal de Viçosa (UFV) em 2004, foi pesquisador no Instituto Max-Planck de Fisiologia Molecular de Plantas (MPIMP), em Potsdam-Golm, Alemanha, de 2004 a 2010.
Em 2016 foi considerado entre os pesquisadores mais influentes do mundo, segundo o levantamento da Thomson Reuters. De acordo com estudo publicado na PLOS Biology, Adriano figurou na lista de 100 mil pesquisadores mais citados em publicações de 2019, na posição número 87.701.